# 타이베이 첩운 샤오비탄 지선
타이베이 첩운 샤오비탄 지선 (중국어 간체자: 小碧潭支线, 정체자: 小碧潭支線, 한어 병음: Xiǎobìtán Zhīxiàn, 통용 병음: Siǎobìtán Jhihsiàn)은 신뎬선의 고가형 대용량 대응 지선이다. 중전철 노선이지만, 현재 1대의 열차 편성(3량)만 사용되고 있다. 역 자체는 신뎬 차량기지 안에 건설되어 있다. 지선은 길이가 1.9 km (1.2 mi)이며 2개의 역이 있다.

## 연혁
- 2004년 9월 24일 : 샤오비탄 지선의 무료 시승을 실시.
- 2004년 9월 29일 : 샤오비탄 지선의 정식 개통.
- 2006년 7월 22일 : 샤오비탄 지선을 위해 특별히 제조된 3량 편성 차량 운행 시작.
- 2007년 10월 6일 : 태풍 크로사로 인해 오후 3시 30분에 일시적으로 운행 중단.[3]

노선이 처음 개통했을 때, 소음 문제에 대해 불평하는 사람들이 있었다. 따라서, 방음벽은 역으로 들어오는 선로를 따라 세워졌다.

## 철도 차량
2004년에 박차를 가한 이래로 두 가지 버전의 차량이 사용되었다. 이 노선에는 열차가 하나뿐이므로, 2004년에서 2007년까지 운행된 열차는 C341 열차 였고, 현재 열차는 C371 열차군이다.
이 선로는 시간당 4,140명의 승객을 수송할 수 있다.

## 역 소개
| 역명                                      | Station Name                           | 역번호 | 소재지  | 소재지    | 환승                     |  |
| ----------------------------------------- | -------------------------------------- | ------ | ------- | --------- | ------------------------ |  |
| 타이베이 MRT 샤오비탄 지선(小碧潭支線)    |                                        |        |         |           |                          |  |
| 치장(七張)                                | Qizhang                                | G03    | 신뎬 구 | 신베이 시 | 타이베이 첩운 쑹산신뎬선 |  |
| 샤오비탄(小碧潭) (신뎬고등학교(新店高中)) | Xiaobitan (Xindian Senior High School) | G03A   | 신뎬 구 | 신베이 시 |                          |  |
|                                           |                                        |        |         |           |                          |  |

## 신뎬 차량기지
신뎬 차량기지(新店機廠)는 이 역의 일부이다. 상업용, 주거용 및 사무실용 인공 지반을 건설하기 위한 공동 개발 계획이 진행 중이다. 계획이 완료되면 소음 공해를 줄이고 혼합 사용 아키텍처를 통해 레크리에이션, 엔터테인먼트 등 작업을 할 수있게 된다.

## 같이 보기
- 타이베이 첩운
- 타이베이 첩운 쑹산신뎬선